# Future (AILIのアルバム)
『Future』（フューチャー）は、2010年12月8日に発売されたAILIの1枚目のオリジナルアルバム。発売元はrhythm zone。

## 解説
作詞/作曲/編曲/バックコーラス、歌唱まですべてをこなす女性プロデューサーAILIによる、プロデュースAlbum。EXILE/「Lovers Again」をサンプリングし新たに楽曲を書き下ろし自らマイクをとってVERBAL (m-flo)とのコラボを果たしたAILI ft. VERBAL (m-flo) / 「Memories Again」 をはじめAILI自身の歌唱曲3曲を収録し、真のマルチアーティストとしての堂々のリリース。また今話題となっている「Samantha Thavasa × 人気ファッション誌」シリーズのTVCMソング全6曲、松本利夫(MATSU from EXILE)主演 映画「LONG CARAVAN」主題歌、若槻千夏出演「Diamond Lash」TVCMソング等豪華タイアップソングを収録。

## 収録曲
1. AILI ft. VERBAL (m-flo) / 「Memories Again」
作詞：AILI・VERBAL 作曲：AILI
レコチョクCMソング
2. AILI thanx to May J. / 「Shiny! Shiny!」
作詞・作曲：AILI
「Samantha Thavasa ♡ GLAMOROUS」TVCM ソング
3. AILI thnax to EMI MARIA / 「言葉にできないLove song」
作詞・作曲：AILI
魔法のつけま「Diamond Lash」TVCMソング
4. Interlude 〜Three Quarter Asian〜
作曲：AILI
5. AILI thanx to May J. & KEN THE 390 / 「One story」
作詞：AILI・KEN THE 390　作曲：AILI
松本利夫(MATSU from EXILE)主演 映画「LONG CARAVAN」主題歌
6. AILI thanx to SATOMI' / 「Time and You」
作詞・作曲：AILI
7. AILI thanx to twenty4-7 / 「You’re my problem」
作詞：MIKA　作曲：AILI
8. AILI thanx to 石川マリー / 「wish」
作詞・作曲：AILI
9. AILI / 「Feeling... -2010 ver.-」
作詞・作曲：AILI
10. AILI thanx to hiroko (mihimaru GT) / 「Clever Lady」
作詞・作曲：AILI
「Samantha Thavasa ♡ with」TVCM ソング
11. AILI thanx to JAMOSA / 「Wanna go」
作詞・作曲：AILI
12. AILI thnax to 藤井リナ / 「RHYTHM」
作詞・作曲：AILI
「Samantha Thavasa ♡ ViVi」TVCM ソング
13. Interlude 〜blue sky〜
作曲：AILI
「Samantha Vega ♡ ViVi」TVCM ソング
14. AILI thanx to Dream /「Get my way」
作詞・作曲：AILI
「Samantha Thavasa ♡ AneCan」TVCMソング
15. AILI thanx to Sowelu /「Brand new day」
作詞・作曲：AILI
「Samantha Thavasa ♡ MISS」TVCMソング
16. AILI thanx to Baby M /「海の見える街」
作詞・作曲：AILI
17. AILI / 「blue sky -tributed to the boy-」(Bonus track)
作詞・作曲：AILI

DVD付も発売されており、DVDには以下の楽曲のミュージックビデオが収録されている。
1. AILI ft. VERBAL (m-flo) / 「Memories Again」 -Music Video-
2. AILI thanx to May J. / 「Shiny! Shiny!」 -Music Video-
3. AILI thanx to May J. & KEN THE 390 / 「One story」 -Music Video-